# Período geológico
Um período geológico é a divisão de uma era na escala de tempo geológico. Somente as eras do éon Arqueano e o éon Hadeano não se dividem em períodos. Os períodos das eras do éon Fanerozoico dividem-se em épocas. As rochas depositadas durante um período são unidades estratigráficas chamadas de sistema.

## Estrutura
Os doze períodos atualmente reconhecidos do presente éon — o Fanerozoico — são definidos pela Comissão Internacional de Estratigrafia (ICS) por referência à estratigrafia em locais específicos ao redor do mundo. Em 2004, o Período Ediacarano do último Pré-Cambriano foi definido de maneira semelhante, e foi o primeiro período recém-designado em 130 anos.
Uma consequência dessa abordagem aos períodos fanerozoicos é que as idades de seus primórdios e finais podem mudar de tempos em tempos, conforme a idade absoluta das sequências de rochas escolhidas, que as definem, é determinada com mais precisão.
O conjunto de rochas (sedimentares, ígneas ou metamórficas) que se formaram durante um período geológico é conhecido como sistema; por exemplo, o 'Sistema Jurássico' de rochas foi formado durante o 'Período Jurássico' (há entre 201 e 145 milhões de anos).
A tabela a seguir inclui todos os períodos reconhecidos atualmente. A tabela omite o tempo anterior a 2,5 bilhões de anos antes do presente, que não é dividido em períodos.
| Éon          | Era               | Período                                    | Extensão, milhões de anos atrás | Duração, milhões de anos |
| ------------ | ----------------- | ------------------------------------------ | ------------------------------- | ------------------------ |
| Fanerozoico  | Cenozoica         | Quaternário (Pleistoceno / Holoceno)       | 2,588–0                         | 2,588+                   |
| Fanerozoico  | Cenozoica         | Neogeno (Mioceno / Plioceno)               | 23,03–2,588                     | 20,4                     |
| Fanerozoico  | Cenozoica         | Paleogeno (Paleoceno / Eoceno / Oligoceno) | 66,0–23,03                      | 42,9                     |
| Fanerozoico  | Mesozoica         | Cretáceo                                   | 145,5–66,0                      | 79,5                     |
| Fanerozoico  | Mesozoica         | Jurássico                                  | 201,3–145,0                     | 56,3                     |
| Fanerozoico  | Mesozoica         | Triássico                                  | 252,17–201,3                    | 50,9                     |
| Fanerozoico  | Paleozoica        | Permiano                                   | 298,9–252,17                    | 46,7                     |
| Fanerozoico  | Paleozoica        | Carbonífero (Mississípico / Pensilvânico)  | 358,9–298,9                     | 60                       |
| Fanerozoico  | Paleozoica        | Devoniano                                  | 419,2–358,9                     | 60,3                     |
| Fanerozoico  | Paleozoica        | Siluriano                                  | 443,4–419,2                     | 24,2                     |
| Fanerozoico  | Paleozoica        | Ordoviciano                                | 485,4–443,4                     | 42                       |
| Fanerozoico  | Paleozoica        | Cambriano                                  | 541,0–485,4                     | 55,6                     |
| Proterozoico | Neoproterozoica   | Ediacarano                                 | 635,0–541,0                     | 94                       |
| Proterozoico | Neoproterozoica   | Criogênico                                 | 850–635                         | 215                      |
| Proterozoico | Neoproterozoica   | Tônico                                     | 1 000–850                       | 150                      |
| Proterozoico | Mesoproterozoica  | Stenian                                    | 1 200–1 000                     | 200                      |
| Proterozoico | Mesoproterozoica  | Ectásico                                   | 1 400–1 200                     | 200                      |
| Proterozoico | Mesoproterozoica  | Calímico                                   | 1 600–1 400                     | 200                      |
| Proterozoico | Paleoproterozoica | Estatérico                                 | 1 800–1 600                     | 200                      |
| Proterozoico | Paleoproterozoica | Orosiriana                                 | 2 050–1 800                     | 250                      |
| Proterozoico | Paleoproterozoica | Rhyaciano                                  | 2 300–2 050                     | 250                      |
| Proterozoico | Paleoproterozoica | Sideriana                                  | 2 500–2 300                     | 200                      |

## Problemas de correlação
Em um esforço constante em andamento desde 1974, a Comissão Internacional de Estratigrafia tem trabalhado para correlacionar o registro estratigráfico local do mundo em um sistema de referência uniforme em todo o planeta.
Os geólogos americanos há muito consideram o Mississípico e o Pensilvânico como períodos propriamente ditos, embora o ICS agora os reconheça como 'subperíodos' do Período Carbonífero reconhecidos por geólogos europeus. Casos como este na China, Rússia e até mesmo na Nova Zelândia com outras eras geológicas retardaram a organização uniforme do registro estratigráfico.

### Mudanças notáveis:
- As mudanças nos últimos anos incluíram o abandono do antigo período terciário em favor do Paleogêno e os períodos neogênicos subsequentes. Isso permanece controverso.[9]
- O abandono do período quaternário também foi considerado, mas foi mantido por razões de continuidade.[10]
- Ainda mais cedo na história da ciência, o Terciário foi considerado uma 'era' e suas subdivisões (Paleoceno, Eoceno, Oligoceno, Mioceno e Plioceno) foram chamadas de 'períodos'[11] mas agora desfrutam do status de 'épocas' dentro dos períodos Paleógeno e Neógeno mais recentemente delineados.[2]

## Páginas relacionadas
- Escala de tempo geológico
- Geologia
- Paleontologia